# Atriplex leucophylla
Atriplex leucophylla es una especie de planta perenne perteneciente a la familia de las amarantáceas.  Es originaria de la costa de California, Baja California, y las Islas del Canal, donde se encuentra en las dunas de la playa y otras zonas de arena.

## Descripción
Es una hierba corta y perenne que alcanza una altura máxima de cerca de 30 centímetros. Los tallos crecen ramificados por el suelo o ligeramente en posición vertical y pueden medir desde 1 a 3 metros de largo. Las hojas son abundantes de forma oval y miden de 1 a 4 centímetros de largo. El follaje y los tallos a veces con duras superficies blancas escamosas.
Las plantas son monoicas, con individuos que producen flores masculinas y femeninas. Las flores masculinas crecen en racimos redondeados y les faltan las brácteas. Las flores femeninas son redondas rodeadas de brácteas esponjosas. Se convierten en frutos que contienen semillas pequeñas.

## Taxonomía
Atriplex leucophylla fue descrita por (Moq.) D.Dietr. y publicado en Synopsis Plantarum 5: 536 en el año 1852.
Etimología
Atriplex: nombre genérico latino con el que se conoce a la planta.
leucophylla: epíteto latino  que significa "con hojas blancas.
Sinonimia;
- Obione leucophylla Moq.[4]